# 順安
順安，是台灣宜蘭縣冬山鄉的一個傳統地域名稱，位於該鄉北部偏西。相較於今日行政區，其範圍大致包括順安村、清溝村。

## 歷史
台灣清治末期，順安地區為一街庄，稱為「順安庄」，隸屬於紅水溝堡。該庄東與打那美庄為鄰，南與員山庄為鄰，西邊為鹿埔庄，北邊為阿里史庄，東北邊一小段與九份庄為界。
1901年（日治明治三十四年）11月，廢縣廳改設二十廳，該庄隸屬於宜蘭廳，編入第十一區。1905年（明治三十八年）7月，第十一區改名「紅水溝區」。1909年（明治四十二年）10月，合併二十廳為十二廳，該庄仍隸屬於宜蘭廳。1920年（大正九年），廢十二廳改設五州二廳，該庄改制為「順安」大字，隸屬於臺北州羅東郡冬山庄，大字下有「順安」、「紅水溝」小字名。
戰後冬山庄改制為冬山鄉，隸屬於臺北縣，大字改制為村。1950年10月，北、基、宜分治，冬山鄉改隸屬於宜蘭縣。

## 聚落
本地區發展較早的聚落有順安、紅水溝（清溝）等，在日治期初期的官方地圖上已有記載。此外，本地區尚有九連埤、溪心等聚落。

## 交通
鄉道宜28線（永興路二段～一段）是廣興至珍珠的道路，大致以北偏西—南偏東走向轉西北—東南走向轉橫向蜿蜒經過順安地區。由該道路向西北可前往鹿埔東北部、廣興東南部並止於羅東高工西側省道台7丙線路口，向東可前往打那美、武罕西南部、珍珠里簡北部、武罕東南部並止於鄉道宜25線路口。
鄉道宜32線（鹿埔路）是冬山鄉松樹門至西安的道路，大致以北向南由本地區西北部入境後，沿本地區西部邊界北段而行，至龍目井聚落轉向西出境。由該道路向北可前往阿里史、鹿埔交界地帶並止於鄉道宜30-1線路口，於龍井目向西轉西南再轉南南西經松樹門聚落後轉東南再轉南南西可前往鹿埔地區東南部並止於鄉道宜30線路口。
鄉道宜34線（義成路三段～二段）是群英至中山的道路，大致以北北東—南南西走向轉縱向經過本地區。由該道路向北北東可前往九分西北部並止於省道台9線路口，向南可前往員山、舊寮等地。

## 學校
- 順安國小